# Джентилески, Орацио
Орацио Ломи Джентилески (итал. Orazio Lomi Gentileschi; 9 июля 1563, Пиза — 7 февраля 1639, Лондон) — итальянский живописец эпохи раннего барокко, один из первых караваджистов и один из «главных представителей раннеримского натурализма». Брат живописца Аурелимо Ломи и отец художницы Артемизии Джентилески.

## Жизнь и творчество
Орацио Джентилески родился в 1563 году в семье флорентийского ювелира по имени Джованни Баттиста Ломи, переехавшего в Пизу, поэтому он иногда подписывался как «флорентинец» (fiorentino). Орацио был крещён в Пизе 9 июля 1563 года. Фамилия Джентилески была материнской, а отцовская — Ломи, которой расписывалась его дочь Артемизия в определённый период жизни. У Орацио было четыре старших брата: Винченцо, сын от первого брака с Джованой Баттистой, который продолжил ювелирное искусство отца, Джулио, Баччо и Аурелио, два последних живописцы, и три сестры, Лаура, Лукреция и Ливия.
Именно Баччо, особенно активный во второй половине XVI века в Пизе, где у него была собственная мастерская, познакомил двух братьев Аурелио и Орацио с живописью.
Когда отец умер в 1576 году, семья столкнулась с финансовыми трудностями: Баччо продолжил свою живописную деятельность в Тоскане, а Аурелио и Орацио отправились в Рим, где первый оставался чуть больше года, прежде чем уехать во Флоренцию, а затем окончательно вернуться в Пизу, тогда как второй, после примерно восьми лет приездов и отъездов из своего родного города, к которому он всегда был привязан, решил навсегда остаться в городе.
Орацио Джентилески начал работать как типичный маньерист, используя композиционные схемы других художников. В 1580 году уехал в Рим, где писал фрески для Ватиканской библиотеки. После 1600 года он попал под влияние натуралистического стиля Караваджо, который был на несколько лет младше его. В конце августа 1603 года Джованни Бальоне подал иск о клевете на него против Караваджо, Орацио Джентилески, Филиппо Трисеньи и архитектора Онорио Лонги. Поводом стали брошюры, появлявшиеся в Риме и порочащие Бальоне и его картины в вульгарных выражениях и делающие его предметом насмешек (очевидно, спровоцированные Караваджо и некоторыми другими художниками). Сам Бальоне считал, что причиной оскорблений была зависть художников его успеху. Отношения Джентилески с Караваджо были очень близкими, создавая связи не только в работе, но и в жизни. Джентилески принял сторону Караваджо и в том же году оба предстали перед судом и впоследствии оказались в одной тюрьме для отбывания назначенного наказания. Показания Караваджо на суде, зафиксированные в судебных документах, являются одним из немногих свидетельств его мыслей о предмете искусства и его современников.
В своих картинах Орацио Джентилески использовал многие элементы произведений Караваджо: отдельные фигуры и аксессуары, рисовал с тех же натурщиков, которые позировали для Караваджо.
В 1612 году в Риме разразился новый скандал. Дочь художника Артемизия Джентилески была изнасилована флорентийским художником Агостино Тасси, который работал вместе с её отцом, и Орацио также вызвали в Римский трибунал. После семимесячного судебного разбирательства, унизительного и мучительного для Артемизии, Тасси был признан виновным и приговорён к году тюрьмы. Переживания художницы получили выражение в её знаменитой картине «Юдифь, обезглавливающая Олоферна» (1612—1613).
В 1621 году Джентилески переехал в в Геную по приглашению Джованни Антонио Саули, который ранее заказывал картины его брату Аурелио Ломи. Среди работ Джентилески для Саули были «Святая Магдалина», «Даная», «Лот с дочерьми». Он нашёл в городе и других покровителей, в том числе Маркантонио Дориа, для которого выполнил тщательно продуманную систему фресок на сюжеты Ветхого Завета в «казино» (ныне разрушенном) на территории своего дворца в Сампьердарене.
Летом или осенью 1624 года Джентилески покинул Геную и направился в Париж ко двору королевы-матери Марии Медичи. Он пробыл там два года, но известна только одна картина того времени: аллегорическая фигура Общественного счастья, написанная для Люксембургского дворца и ныне находящаяся в коллекции Лувра.
В 1626 году Джентилески в сопровождении трёх сыновей переехал из Франции в Англию, занимал должность придворного художника короля Карла I. Выполнил роспись потолка в Королевском доме в Гринвиче (позже переведённом в Мальборо-хаус в Лондоне).
В Англии А. Ван Дейк сделал портрет Джентилески для включения в свою «Иконографию», серию портретов ведущих художников, государственных деятелей, коллекционеров и учёных того времени, которую он намеревался опубликовать в виде серии гравюр. Джентилески умер в Лондоне 7 февраля 1639 года во время эпидемии чумы и был похоронен в капелле Королевы в Сомерсет-Хаусе.

Джентилески, поэт созерцательной жизни, как его называли, сумел распространить свой стиль по всем главным столицам Европы. Стиль Джентилески, тонкий и поэтичный, но несколько суховатый, даже холодный, отличается изысканной линеарностью, жёсткостью рисунка, резкостью светотени, заимствованной им от караваджистов, светлой, холодной гаммой красок, ритмической игрой цветовых пятен, складок одежд, изгибов фигур, слегка манерных и угловатых движений. Все эти качества сближают маньеризм Джентилески с интернациональной готикой. Художник много раз варьировал одни и те же и композиционные решения, сохраняя своеобразие своего индивидуального стиля 
В санкт-петербургском Эрмитаже имеется картина Орацио Джентилески «Амур и Психея».

## Галерея

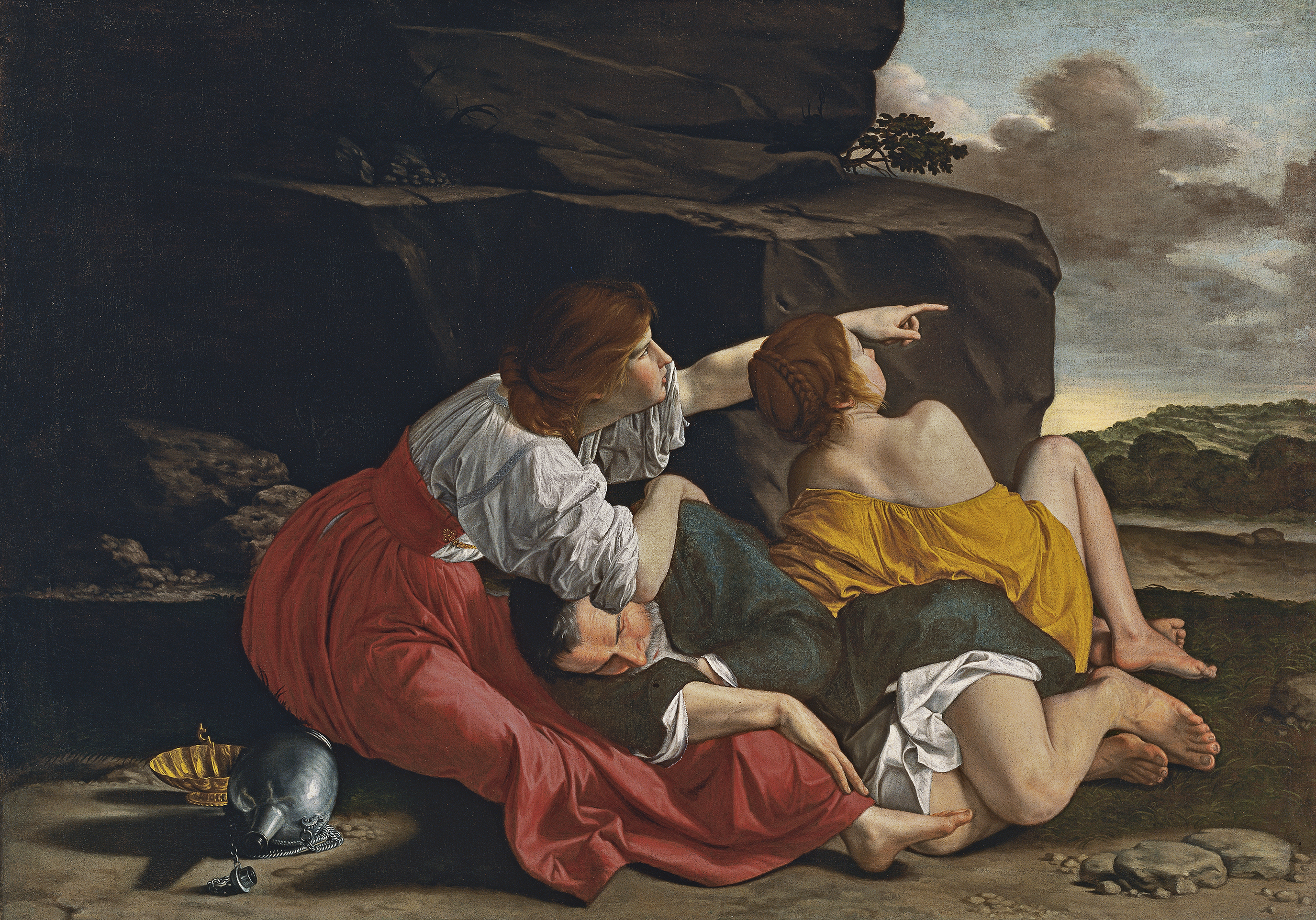
Лот с дочерьми. Между 1621 и 1623. Холст, масло. Музей Тиссена-Борнемисы, Мадрид
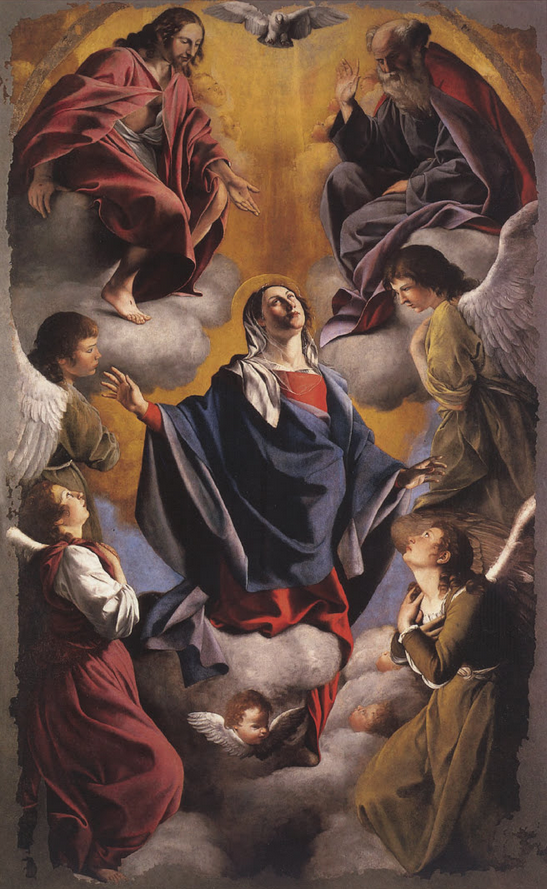
Aссунта (Вознесение Девы Марии). Между 1605 и 1608. Холст, масло. Муниципальный музей древнего искусства, Турин
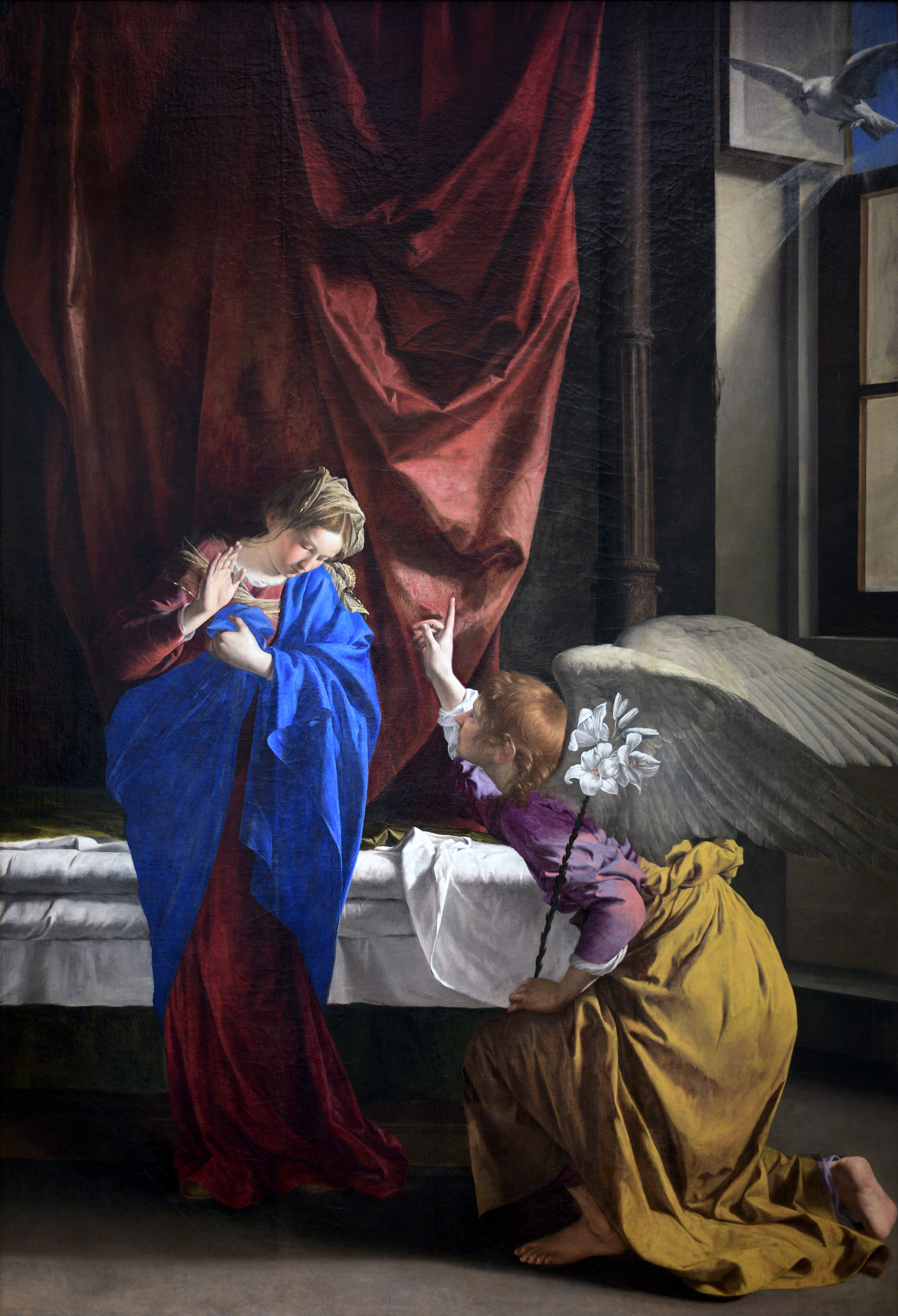
Благовещение. Ок. 1623. Холст, масло. Галерея Сабауда, Турин
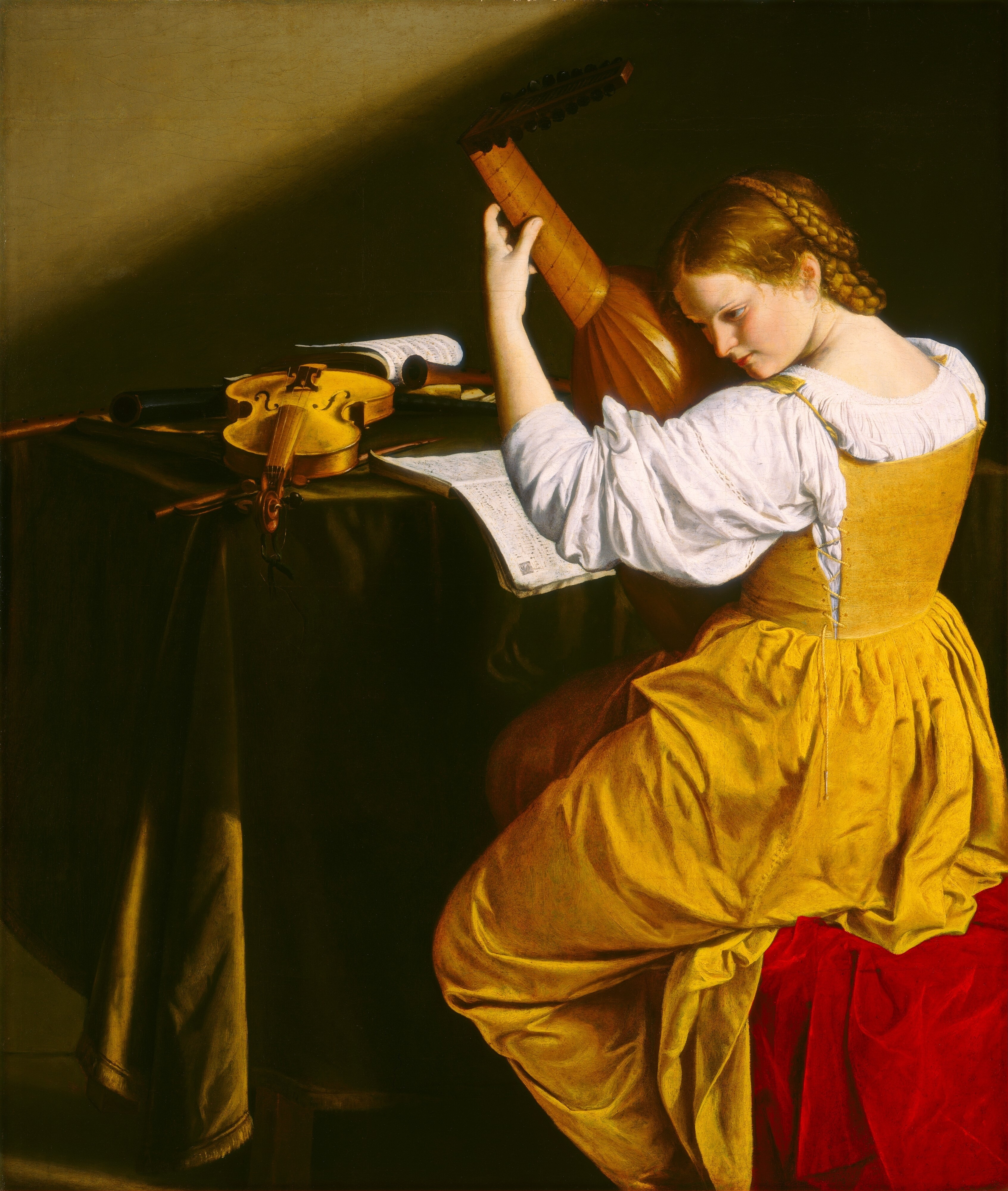
Лютнистка. 1612. Холст, масло. Национальная галерея искусства, Вашингтон
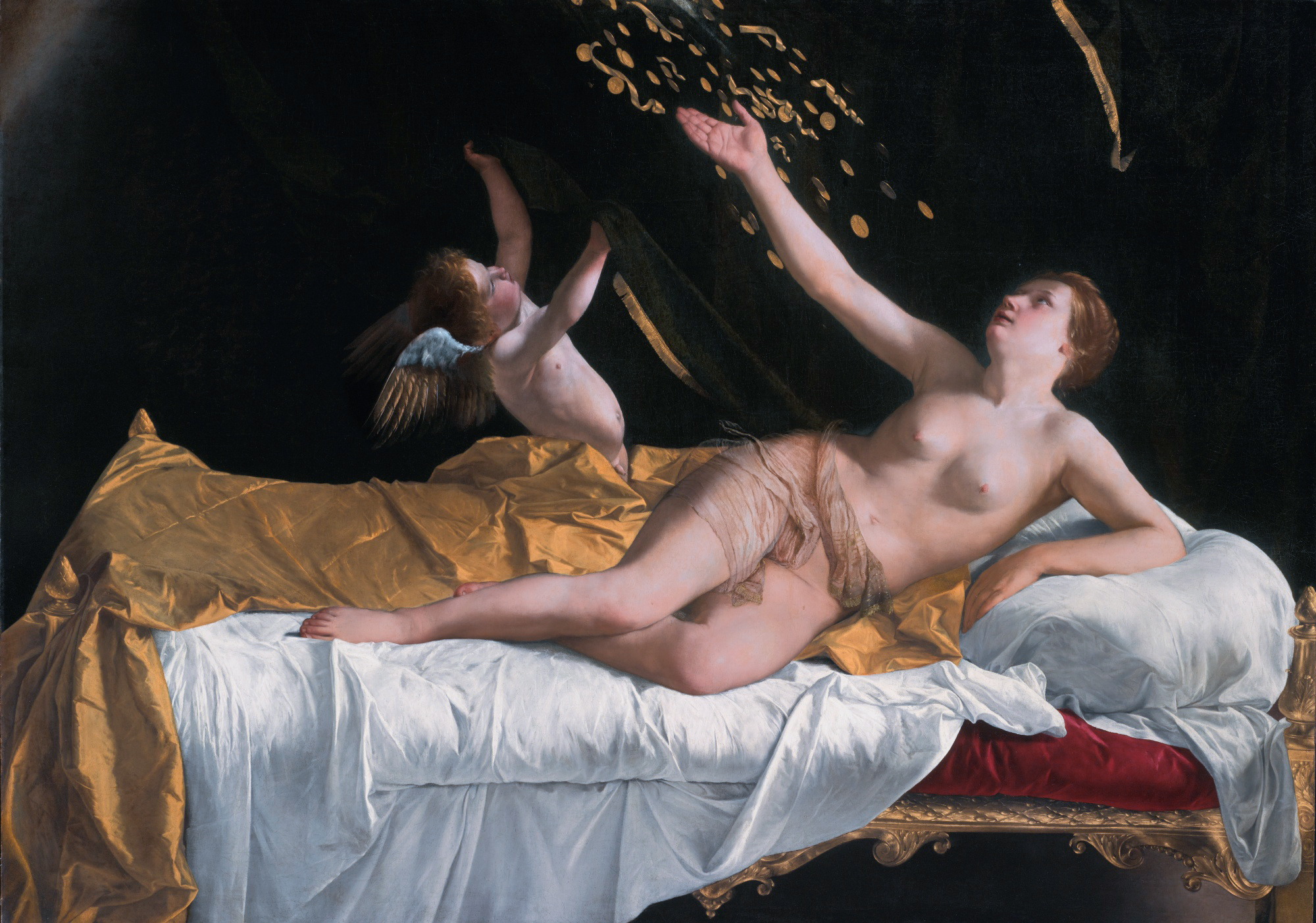
Даная. После 1621. Холст, масло. Центр Гетти, Лос-Анджелес
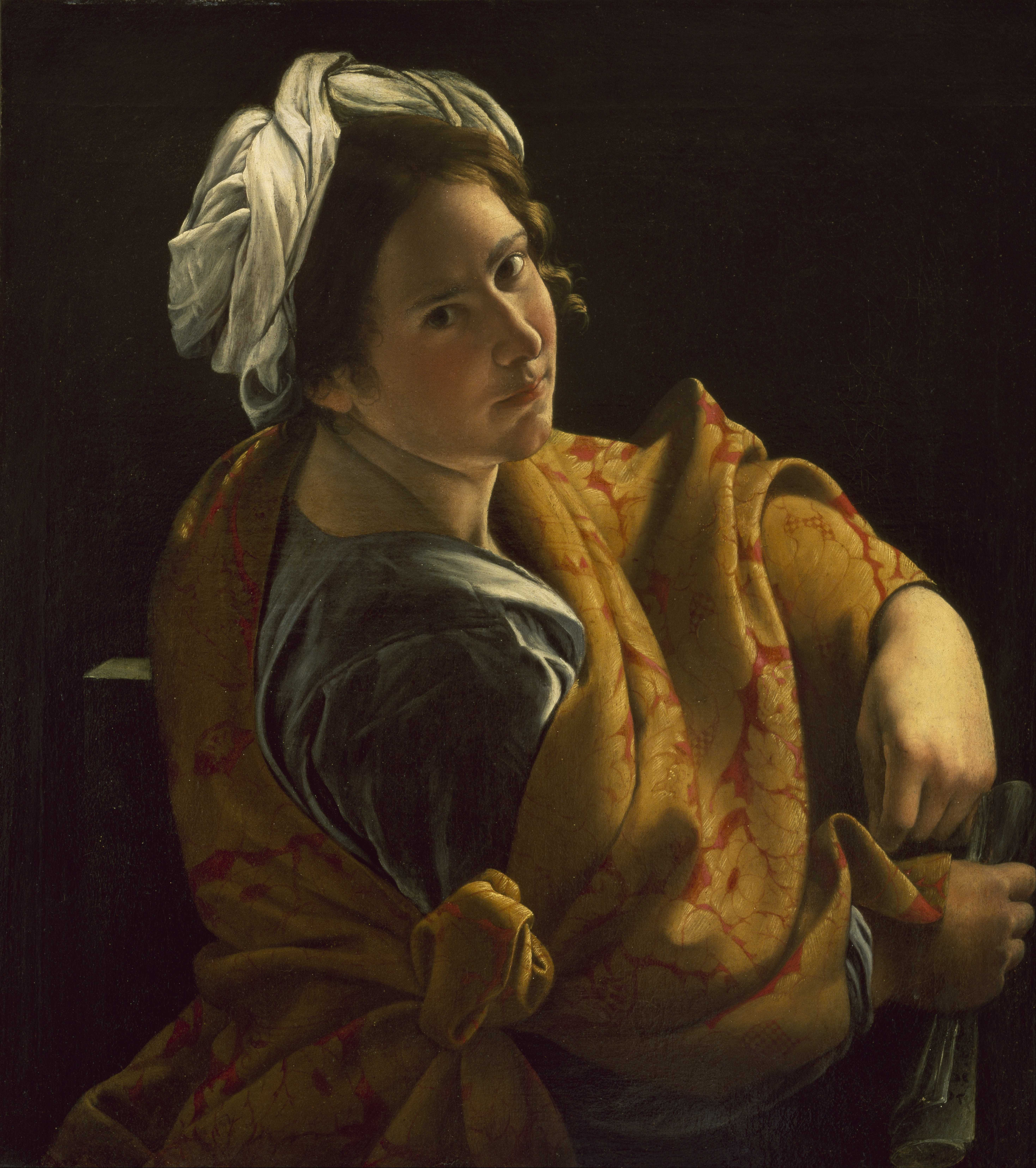
Портрет молодой женщины в образе сивиллы. Между 1620 и 1626. Холст, масло. Музей изящных искусств, Хьюстон, Техас, США
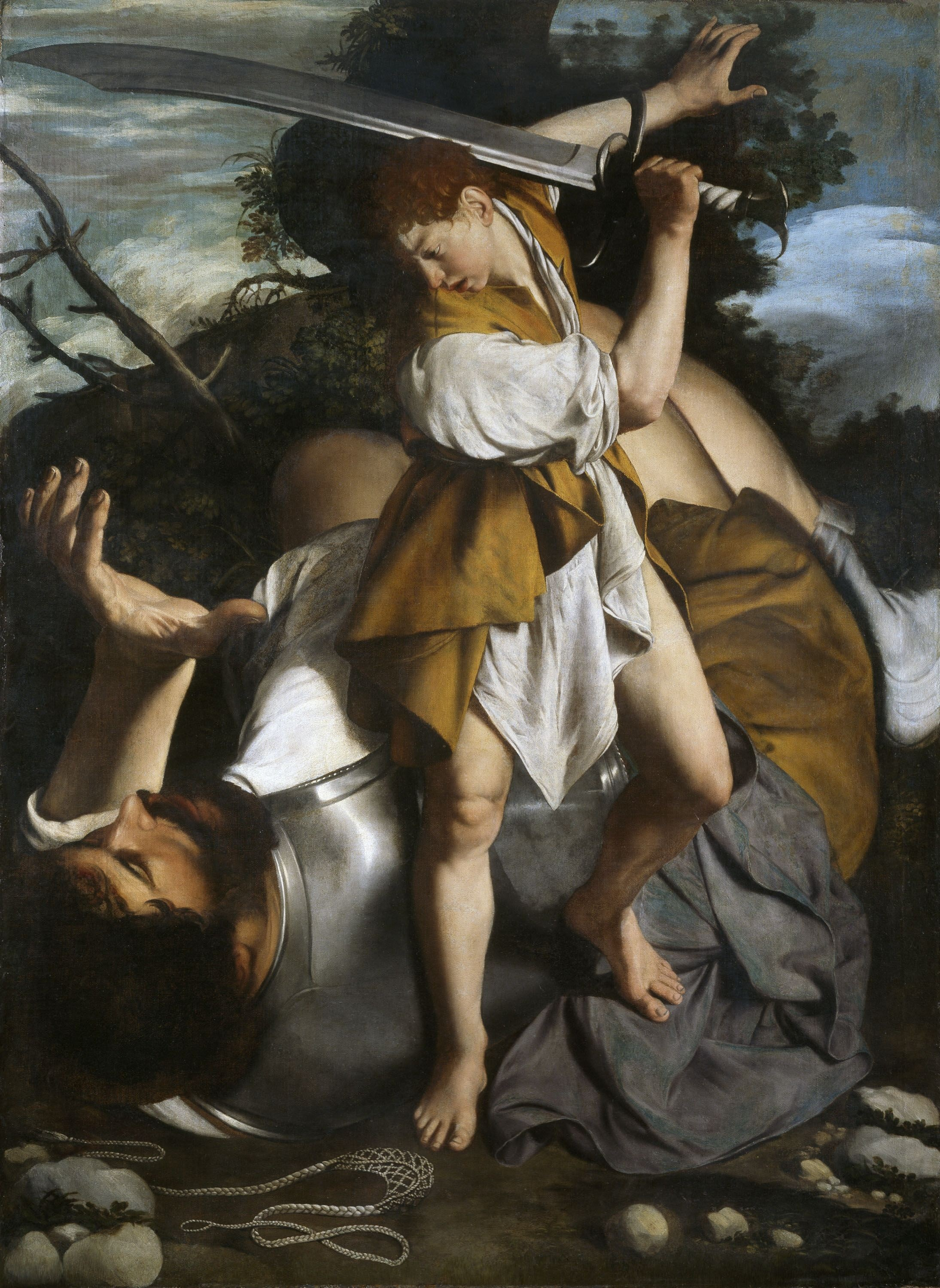
Давид и Голиаф. Между 1605 и 1607. Холст, масло. Национальная галерея Ирландии, Дублин
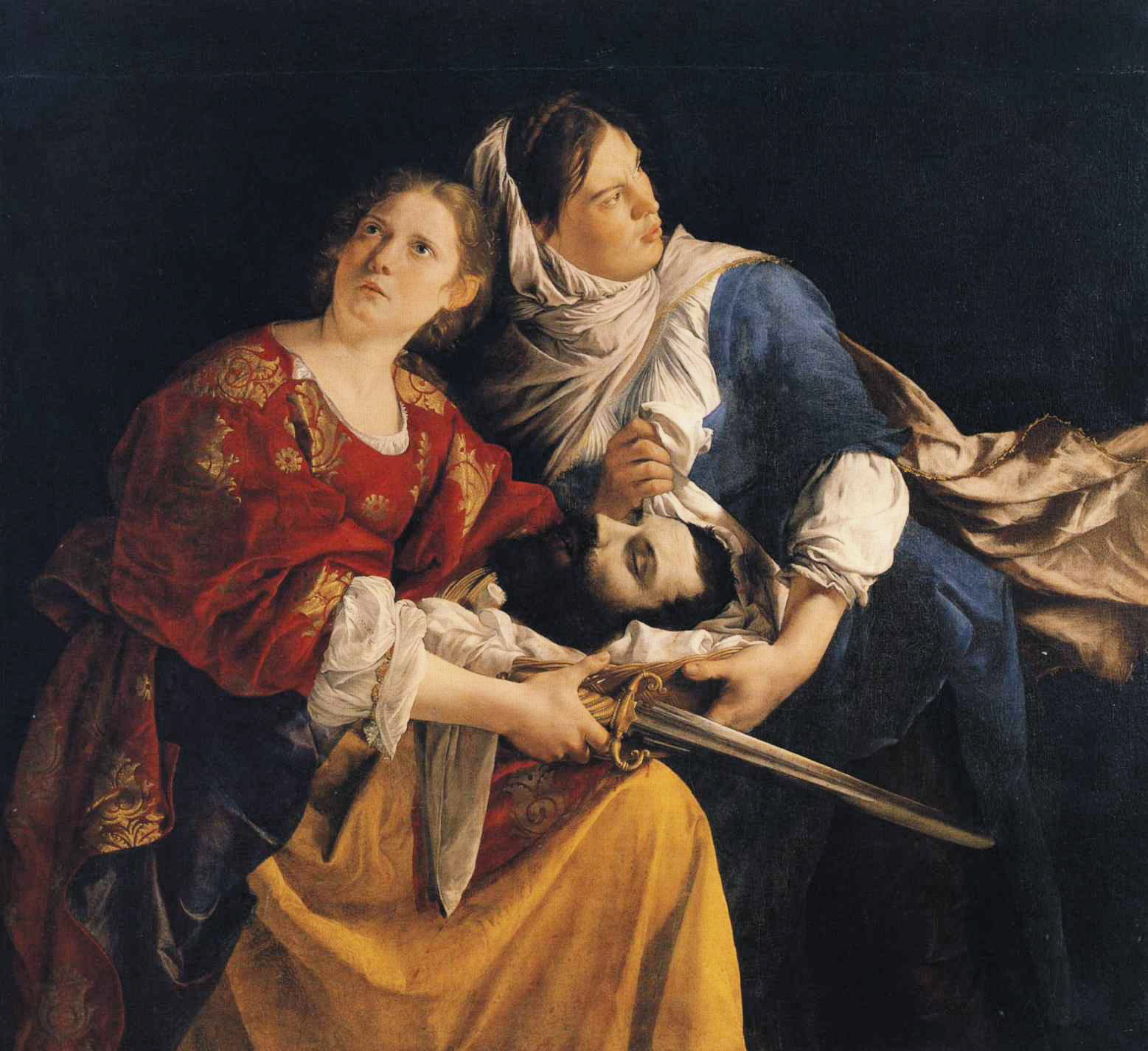
Юдифь и служанка с головой Олоферна. 1624. Холст, масло. Уодсворт Атенеум, Хартфорд, Коннектикут, США